# Hama Koussou
Hama Koussou est un village du Cameroun situé dans le département de la Bénoué et la Région du Nord. Il fait partie de la commune de Baschéo.

## Infrastructures
Le village est équipé d'une école maternelle, d'une école primaire et d'un centre de santé intégré. 